# Kazus
Kazus – przypadek będący przedmiotem rozstrzygnięcia, np. sądu, postępowania administracyjnego. Zagadnienie, problem prawny, którego rozwiązaniem zajmuje się powołany do tego organ, np. kazusem będzie całokształt okoliczności wraz z rozstrzygnięciem sprawy o zabójstwo, która toczyła się przed sądem i w której zapadł wyrok.
Według André Jollesa kazus jest jednym z morfologicznych archetypów leżących u podstaw współczesnych gatunków literackich.